# Tonnerre à l'ouest
Tonnerre à l'ouest est le deuxième album de la série de bande dessinée Blueberry de Jean-Michel Charlier (scénario) et Jean Giraud (dessin). Publié en album pour la première fois en 1966, il a été réédité en 1992 à la suite d'un nouveau coloriage de Claudine Blanc-Dumont. C'est le deuxième du cycle des premières guerres indiennes (cinq tomes). Cet album est probablement inspiré de l'affaire Bascom.
Les planches 26 à 36 sont l'œuvre de Jijé.

## Résumés

### Court
Blueberry veut ramener un médicament de la ville de Tucson dans le but de guérir le commandant du fort, un homme plus modéré que Bascom vis-à-vis des indiens. Il devra affronter des trafiquants d'armes mexicains et des Apaches pendant sa mission. Par la suite, Crowe, un soldat métis, lui propose de retrouver le jeune Stanton, ce qui devrait mettre fin à la guerre avec les Apaches.

### Détaillé
Fort Navajo est maintenant isolé en plein territoire apache révolté. Au fort, le major Bascom montre sa haine des indiens, humiliant Crowe, un métis. Ce dernier se venge en délivrant les chefs indiens détenus au fort, malgré les supplications de Blueberry, et s'enfuit. De son côté, Blueberry veut ramener un médicament de la ville de Tucson dans le but de guérir le commandant du fort, un homme plus modéré vis-à-vis des indiens. Pour y parvenir, Blueberry doit circuler en territoire apache. Il utilise une « machine infernale » pour dérouter les guetteurs indiens.

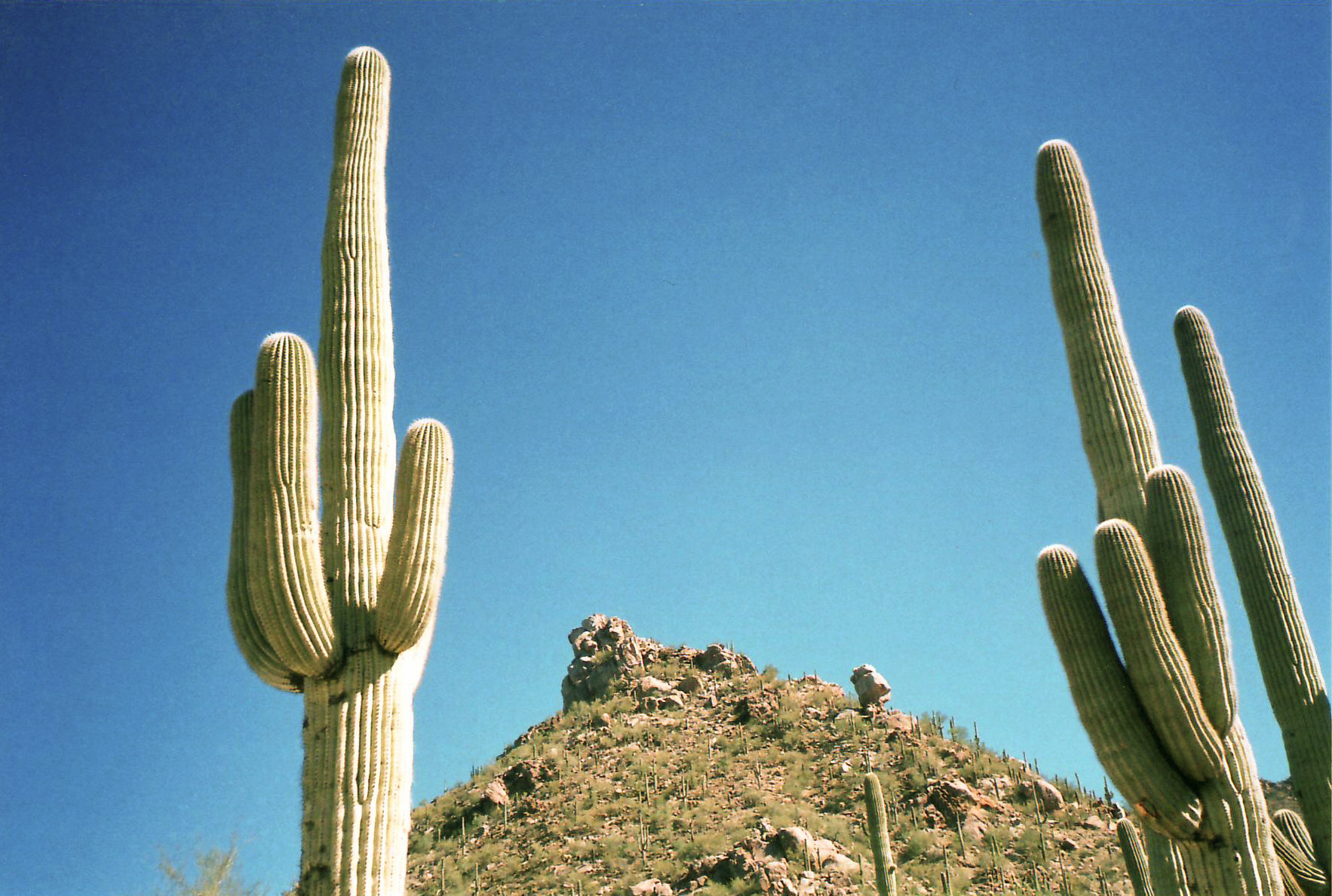
Des Saguaros dans un désert de l'Arizona aux États-Unis.

Plus tard, Blueberry vient en contact avec un contingent apache qui l'a pourchassé et parvient à disperser leurs mustangs. Il s'enfonce dans le désert à la recherche d'une source d'eau potable, car celle qu'il a trouvée a été contaminée par des indiens. Blueberry découvre par miracle un saguaro géant, un cactus pouvant contenir plusieurs litres d'eau.
De nuit, Blueberry est fait prisonnier par des trafiquants d'armes mexicains faisant affaires avec des Apaches. Il leur échappe et atteint Tucson, désertée à la suite des attaques indiennes.
Des indiens décident de piller la ville alors que Blueberry cherche le médicament dans la pharmacie d'un médecin. Il échappe de justesse aux indiens en tuant leur chef et se réfugie dans une maison abandonnée. Par les toits, il échappe aux indiens fous de rage et trouve refuge dans la grange d'un fermier encore présent sur place. Les indiens lancent des flèches enflammées dans la grange, tuant par hasard le fermier. Blueberry, profitant de la panique des bêtes parquées dans la grange, échappe à l'incendie déclenché par les flèches.
Il retourne à fort Navajo, désert. Seul Crowe s'y trouve et lui propose de faire alliance pour retrouver le jeune Stanton, garçon enlevé par des indiens. C'est cet évènement qui a déclenché la guerre avec les Apaches. Après quelques jours de pistage, les deux hommes retrouvent le garçon et le délivrent des mains des Mescaleros.

## Personnages principaux
- Blueberry : Lieutenant de cavalerie envoyé à fort Navajo[17].
- Crowe : Lieutenant de cavalerie métis, fils d'une indienne et d'un blanc[18].
- Bascom : Major détestant les indiens[18].

## Éditions
- Tonnerre à l'ouest, 1966, Dargaud, 48 p. 
  - Ré-édition en avril 1992.  (ISBN 2-205-00171-X) (nouvelle mise en couleur par Claudine Blanc-Dumont[1]).